# Xã Nodaway, Quận Adams, Iowa
Xã Nodaway (tiếng Anh: Nodaway Township) là một xã thuộc quận Adams, tiểu bang Iowa, Hoa Kỳ. Năm 2010, dân số của xã này là 235 người.